# Dmytro Mytrofanow
Dmytro Jurijowytsch Mytrofanow (ukrainisch Дмитро Юрійович Митрофанов/ russisch Дмитрий Юрьевич Митрофанов, auch Dmytro Yuriovich Mytrofanov; * 8. November 1989 in Tschernihiw) ist ein ukrainischer Profiboxer im Halbmittelgewicht.

## Amateurkarriere
Sein größter Erfolg im Nachwuchsbereich war der Gewinn der Silbermedaille bei den Schüler-Europameisterschaften 2004 in Siófok.
2008 wurde er Ukrainischer Meister im Weltergewicht und startete bei den Europameisterschaften 2008 in Liverpool, wo er in der Vorrunde gegen Jack Culcay-Keth ausschied.
2011 wurde er Ukrainischer Vizemeister im Mittelgewicht und gewann nach einer Halbfinalniederlage gegen Maxim Koptjakow eine Bronzemedaille bei den Europameisterschaften in Ankara.
2012 wurde er Ukrainischer Meister im Mittelgewicht, gewann die Sommer-Universiade 2013 in Kasan und nahm an den Weltmeisterschaften 2013 in Almaty teil, wo er im Achtelfinale gegen Anthony Fowler unterlag.
2015 konnte er Ukrainischer Meister im Mittelgewicht und 2016 Ukrainischer Vizemeister im Mittelgewicht werden.
Nachdem er sich über den APB-Modus dafür qualifiziert hatte, nahm er noch an den Olympischen Spielen 2016 in Rio de Janeiro teil, wo er im ersten Kampf gegen Christian M'Billi-Assomo ausschied.

### WSB/APB
Von 2012 bis 2014 boxte er für das Team Ukrainian Otamans in der World Series of Boxing (WSB) und gewann 10 von 13 Kämpfen, darunter gegen Xaybula Musalov, Fred Evans und Vasile Belous. 2017 boxte er zudem für Morocco Atlas Lions und gewann seine beiden Kämpfe, darunter einen gegen Jorge Vivas.
Im semiprofessionellen APB-Modus des Amateurweltverbandes konnte er sich mit Siegen gegen Bogdan Juratoni, Hosam Bakr Abdin (2×), Michel Tavares und Marlo Delgado für die Olympischen Spiele 2016 qualifizieren.

## Profikarriere
Dmytro Mytrofanow wurde 2017 vom US-Promoter Natex Boxing Promotions unter Vertrag genommen und wird von Egis Klimas gemanagt. Seit 2020 steht er bei K2 Promotions unter Vertrag. Am 27. Oktober 2017 gab er sein Profidebüt in den USA und besiegte dabei Brandon Maddox (Bilanz: 7-0). Im August 2019 besiegte er Rafał Jackiewicz und im Februar 2020 	Ulugbek Sobirow (10-0).
Am 18. Dezember 2020 schlug er Asinia Byfield (14-3) und wurde dadurch WBO-Oriental-Champion im Halbmittelgewicht. Den Titel verteidigte er im Juli 2021 gegen Rilliwan Babatunde (13-0).